# Ecdyonurus helveticus
Ecdyonurus helveticus is een haft uit de familie Heptageniidae. De wetenschappelijke naam van de soort is voor het eerst geldig gepubliceerd in 1883 door Eaton.
De soort komt voor in het Palearctisch gebied.